# W Tucanae
W Tucanae är en pulserande variabel av RR Lyrae-typ (RRAB) i stjärnbilden Tukanen. 
Stjärnan varierar mellan visuell magnitud +10,783 och 11,950 med en period av 0,6422382 dygn eller 15,41372 timmar. RR Lyrae-stjärnornas period varierar mellan 0,2 och 1,2 dygn med ett medianvärde på 0,5 dygn. T Mensae ligger således en bit över medelvärdet.